# Cantó de Podençac
El cantó de Podençac és un cantó francès del departament de la Gironda, situat al districte de Lengon. Té 13 municipis i el cap és Podençac. Fins al 2006 va formar part del Districte de Bordeus.

## Municipis
- Arbanats
- Barçac
- Budòs
- Seron
- Guilhòs
- Ilats
- Landiràs
- Podençac
- Portèths
- Prenhac
- Pujòus de Siron
- Sent Miquèu de Riu Fred
- Viralada

## Història
| Data d'elecció                           | Identitat        | Partit           | Qualitat |
| ---------------------------------------- | ---------------- | ---------------- | -------- |
| 1945-1951                                | Gabriel Reynal   |                  |          |
| 1951-1954                                | M. Elichondo     |                  |          |
| 1954-1970                                | Jacques Lillet   |                  |          |
| 1970-1982                                | Pierre Lagorce   | PS               |          |
| 1982-2008                                | Philippe Dubourg | RPR, després UMP |          |
| 2008-                                    | Hervé Gillé      | PS               |          |
| les dades anteriors no són pas conegudes |                  |                  |          |
|                                          |                  |                  |          |

## Demografia
| 1962   | 1968   | 1975   | 1982   | 1990   | 1999   | 2006   |
| ------ | ------ | ------ | ------ | ------ | ------ | ------ |
| 13.551 | 14.210 | 13.897 | 14.952 | 15.863 | 16.029 | 17.530 |